# 나탈리야 보댜노바
나탈리야 미하일로브나 보댜노바(러시아어: Наталья Михайловна Водянова, 영어: Natalia Mikhailovna Vodianova, 1982년 2월 28일 ~ )는 간단히 나탈리야 보댜노바(영어: Natalia Vodianova, 러시아어: Наталья Водянова)로 잘 알려진 러시아의 모델이자 자선가이다. 현재 영국에서 거주하고 있다.

## 유년기
러시아 니즈니노브고로드에서 태어난 보댜노바는 도시 빈민가에서 엄마와 두 명의 이복 여동생과 함께 자랐는데 이복 여동생 가운데 한 명은 뇌성마비를 앓았다. 10대 시절에 보댜노바는 어머니를 도와 길거리에서 과일 장사를 하였는데 나중에 친구와 함께 독자적인 과일 가게를 세워 가족을 빈곤에서 벗어나게 했다. 보댜노바의 아버지는 그녀가 갓난아기였을 때 가족을 버리고 떠났다. 이후 자기 딸이 유명해진 후에도 어떠한 연락도 하지 않았다.

## 모델
15세가 된 보댜노바는 모델 학원에 들어가 수업을 받았으며 영어를 배워야 한다는 말을 듣고 3개월 만에 영어를 통달하였다. 17세가 된 보댜노바는 프랑스 파리로 집을 옮겨 비바모델스와 계약하였다.
보댜노바는 런웨이 무대와 잡지 및 광고 모델로서 상당한 성공을 거두었다. 지금까지 보댜노바는 미국 및 유럽 디자이너들의 패션쇼 무대에 175번 이상 섰으며 전 세계적으로도 많은 패션 잡지의 지면을 장식하였다. 그리고 지방시, 캘빈 클라인, 루이비통, 이브 생 로랑, 로레알, 데이비드 여먼, 마크 제이콥스, 스텔라 매카트니, 베르사체, 다이앤 폰 퓌르스텐베르크, 샤넬, 겔랑, 에땅 등 여러 회사에서 주최한 판촉 행사에도 참석하였다.
보댜노바는 당대 모델 가운데 한 사람으로서 스티븐 마이젤이 촬영한 사진이 2004년 9월호 미국판 보그 표지에 실렸다. 그리고 2003년 9월호를 기점으로 2009년 5월까지 일곱 차례 영국판 보그의 표지를 그녀의 사진이 장식하였다.